# Xã Weaubleau, Quận Hickory, Missouri
Xã Weaubleau (tiếng Anh: Weaubleau Township) là một xã thuộc quận Hickory, tiểu bang Missouri, Hoa Kỳ. Năm 2010, dân số của xã này là 903 người.